# Москаленки (Белопольский район)
Москаленки (укр. Москаленки) — село,
Вороновский сельский совет,
Белопольский район,
Сумская область,
Украина.
Код КОАТУУ — 5920682203. Население по переписи 2001 года составляло 592 человека .

## Географическое положение
Село Москаленки находится на берегу реки Куяновка,
выше по течению примыкает село Куяновка,
ниже по течению примыкает село Штановка.
На реке несколько больших запруд.
Село вытянуто вдоль реки на 7 км.
Через село проходит автомобильная дорога Т-1918.

## Экономика
- Молочно-товарная ферма.
- «Агрифас», ООО.
- «Москаленковское», ООО.
- Куяновский сахарный комбунат, ОАО.

## Известные люди
- Бражник, Леонид Фёдорович (1906—1992) — белорусский оперный певец и педагог.